# Humanoid City Live
Humanoid City Live es el tercer álbum en vivo de la banda alemana Tokio Hotel, que fue grabado durante su última gira "Welcome To Humanoid City", donde estaban promocionando su último álbum estudio Humanoid, además de éxitos de sus álbum anterior Scream.
Es un CD/DVD que fue grabado el 12 de abril de 2010, en Milán, Italia.

## Lista de canciones DVD
| Pista | Nombre                                |
| ----- | ------------------------------------- |
| 1     | "Noise (Live)"                        |
| 2     | "Human Connect To Human (Live)"       |
| 3     | "Break Away (Live)"                   |
| 4     | "Pain Of Love (Live)"                 |
| 5     | "World Behind My Wall (Live)"         |
| 6     | "Hey You (Live)"                      |
| 7     | "Alien (English Version) (Live)"      |
| 8     | "Ready, Set, Go! (Live)"              |
| 9     | "Humanoid (German Version) (Live)"    |
| 10    | "Phantomrider (Live)"                 |
| 11    | "Dogs Unleashed (Live)"               |
| 12    | "Love & Death (Live)"                 |
| 13    | "In Your Shadow (I Can Shine) (Live)" |
| 14    | "Automatic (Live)"                    |
| 15    | "Screamin' (Live)"                    |
| 16    | "Darkside Of The Sun (Live)"          |
| 17    | "Zoom Into Me (Live)"                 |
| 18    | "Monsoon (Live)"                      |
| 19    | "Forever Now (Live)"                  |

## Lista de canciones CD
| Pista | Nombre                                |
| ----- | ------------------------------------- |
| 1     | "Noise (Live)"                        |
| 2     | "Human Connect To Human (Live)"       |
| 3     | "Break Away (Live)"                   |
| 4     | "Pain Of Love (Live)"                 |
| 5     | "World Behind My Wall (Live)"         |
| 6     | "Hey You (Live)"                      |
| 7     | "Alien (English Version) (Live)"      |
| 8     | "Ready, Set, Go! (Live)"              |
| 9     | "Humanoid (German Version) (Live)"    |
| 10    | "Phantomrider (Live)"                 |
| 11    | "Dogs Unleashed (Live)"               |
| 12    | "Love & Death (Live)"                 |
| 13    | "In Your Shadow (I Can Shine) (Live)" |
| 14    | "Automatic (Live)"                    |
| 15    | "Screamin' (Live)"                    |
| 16    | "Darkside Of The Sun (Live)"          |
| 17    | "Zoom Into Me (Live)"                 |
| 18    | "Monsoon (Live)"                      |
| 19    | "Forever Now (Live)"                  |

## Posición en las listas musicales
| Lista Musical (2010)         | Posición | Certificación |
| ---------------------------- | -------- | ------------- |
| Austria DVD Chart            | 5        |               |
| Belgium DVD Chart (Flanders) | 3        |               |
| Belgium DVD Chart (Wallony)  | 1        |               |
| Czech Republic DVD Chart     | 1        |               |
| Denmark DVD Chart            | 3        |               |
| Finland DVD Chart            | 2        |               |
| France DVD Chart             | 1        |               |
| Germany DVD Charts           | 1        |               |
| Italy DVD Chart              | 2        |               |
| Netherlands DVD Chart        | 4        |               |
| Norway DVD Chart             | 3        |               |
| Portugal DVD Chart           | 2        |               |
| Spain DVD Chart              | 2        |               |
| Sweden DVD Chart             | 1        |               |
| Switzerland DVD Chart        | 1        |               |
| Taiwan G-Music DVD Chart     | 1        |               |